# Orthodes nimia
Orthodes nimia är en fjärilsart som beskrevs av Achille Guenée 1852. Orthodes nimia ingår i släktet Orthodes och familjen nattflyn. Inga underarter finns listade i Catalogue of Life.